# کوئرتی (ترانه)
«کوئرتی» (انگلیسی: Qwerty) ترانه‌ای از گروه راک آمریکایی لینکین پارک است. این ترانه در ابتدا در طی جلسات ضبط سومین آلبوم استودیویی گروه به نام دقایقی تا نیمه‌شب (۲۰۰۷) ضبط شد و در تور کوچک چهار روزهٔ ژاپن در اوت ۲۰۰۶، زمانی که گروه در حال کار بر روی این آلبوم بود، خوانده شد. ورژن استودیویی این ترانه به عنوان قطعه‌ای در آلبوم ال‌پی آندرگراوند ۶٫۰ (۲۰۰۶)، آلبومی که به‌طور انحصاری در دسترس فن کلاب رسمی گروه قرار گرفت، منتشر شد.
این ترانه بعداً در آلبوم‌های گردآوری‌شدهٔ ترانه‌هایی از زیرزمین (۲۰۰۸) و یک دهه زیرزمینی (۲۰۱۰) قرار گرفت. این ترانه به صورت رسمی در پلتفرم‌های دیجیتال در ۱۲ آوریل ۲۰۲۴ و همچنین به عنوان دومین تک‌آهنگ از آلبوم گردآوری‌شدهٔ پیپرکاتس (کلکسیون تک‌آهنگ‌های ۲۰۰۰–۲۰۲۳) (۲۰۲۴) در ۲۶ آوریل ۲۰۲۴ منتشر شد. «کوئرتی» آخرین تک‌آهنگ گروه لینکین پارک با حضور چستر بنینگتون و راب بوردون است.

## فهرست قطعات
| تک‌آهنگ دیجیتال – کوئرتی (زنده در توکیو، ۲۰۰۶) | تک‌آهنگ دیجیتال – کوئرتی (زنده در توکیو، ۲۰۰۶) | تک‌آهنگ دیجیتال – کوئرتی (زنده در توکیو، ۲۰۰۶) |
| شماره                                         | نام                                           | مدت                                           |
| --------------------------------------------- | --------------------------------------------- | --------------------------------------------- |
| ۱.                                            | «کوئرتی» (زنده در توکیو، ۲۰۰۶)                | ۳:۵۴                                          |
| ۲.                                            | «کوئرتی» (بی‌کلام)                             | ۳:۲۱                                          |
| ۳.                                            | «کوئرتی»                                      | ۳:۲۱                                          |
| مجموع مدت:                                    | مجموع مدت:                                    | ۱۰:۳۶                                         |

## جدول‌های موسیقی
| جدول (۲۰۲۴)                                  | بالاترین جایگاه |
| -------------------------------------------- | --------------- |
| ترانه‌های داغ هارد راک ایالات متحده (بیلبورد) | ۵               |